# 1723 w literaturze
Wydarzenia literackie w 1723 roku.

## Nowe dramaty
- Ludvig Holberg – Erasmus Montanus
- Pierre de Marivaux – La Double Inconstance

## Nowe poezje
- Matthew Prior – Down-Hall
- Matthew Prior – The Turtle and the Sparrow
- Voltaire – Henriada

## Nowe prace naukowe
- James Anderson – Konstytucja Wolnomularzy
- Thomas Dempster – O królewskiej Etrurii w siedmiu księgach
- Pietro Giannone – Istoria civile del regno di Napoli
- Bernard de Mandeville – Esej o filantropii i szkołach charytatywnych

## Urodzili się
- 31 stycznia – Petronella Johanna de Timmerman, holenderska pisarka (zm. 1786)
- 6 kwietnia – Celestyn Czaplic, polski poeta (zm. 1804)
- 16 czerwca – Adam Smith, szkocki myśliciel i filozof (zm. 1790)
- 1 lipca – Adam Ferguson, szkocki ekonomista i myśliciel (zm. 1816)
- 10 lipca – William Blackstone, angielski filozof (zm. 1780)
- 11 lipca – Jean-François Marmontel, francuski pisarz i filozof (zm. 1799)
- 8 grudnia – Paul d’Holbach, francuski filozof i encyklopedysta (zm. 1789)
- 18 grudnia – Friedrich Karl von Moser, niemiecki pisarz (zm. 1798)
- 19 grudnia – Susanne von Klettenberg, niemiecka pisarka i poetka (zm. 1774)
- 26 grudnia – Friedrich Melchior von Grimm, niemiecki pisarz (zm. 1807)
- data nieznana
  - Ber z Bolechowa, żydowski pisarz (zm. 1805)

## Zmarli
- 26 lutego – Thomas D’Urfey, angielski pisarz (ur. 1653)
- 15 marca – Johann Christian Günther, niemiecki poeta (ur. 1695)
- 14 lipca – Claude Fleury, francuski historyk (ur. 1640)
- 28 lipca – Mariana Alcoforado, portugalska autorka listów (ur. 1640)
- 21 sierpnia – Dimitrie Cantemir, mołdawski pisarz (ur. 1673)